# Sous-district de Jingshan
Le sous-district de Jingshan (chinois : 景山街道 ; pinyin : Jǐngshān jiēdào) est une subdivision du district de Dongcheng, dans le centre de Pékin, en Chine.
Le siège du district de Dongcheng se trouve dans le sous-district de Jingshan.

## Communautés résidentielles
Le sous-district de Jingshan est divisé en huit communautés résidentielles (chinois : 社区 ; pinyin : shèqū).
| Nom                 | Chinois        | Pinyin                    | Population | Superficie (km²) |
| ------------------- | -------------- | ------------------------- | ---------- | ---------------- |
| Longfusi            | 隆福寺社区     | Lóngfúsì shèqū            |            |                  |
| Jixiang             | 吉祥社区       | Jíxiáng shèqū             |            |                  |
| Huanghuamen         | 黄化门社区     | Huánghuàmén shèqū         |            |                  |
| Zhonggu             | 钟鼓社区       | Zhōnggǔ shèqū             |            |                  |
| Weijia              | 魏家社区       | Wèijiā shèqū              |            |                  |
| Wangzhima           | 汪芝麻社区     | Wāngzhīma shèqū           |            |                  |
| Jingshandongjie     | 景山东街社区   | Jǐngshāndōngjiē shèqū     |            |                  |
| Huangchenggenbeijie | 皇城根北街社区 | Huángchénggēnběijiē shèqū |            |                  |
|                     |                | Total                     | 43 700     | 1,64             |